# 鈴木商会 (群馬県)
鈴木商会（すずきしょうかい）は、群馬県前橋市にあった、打上花火や鉄砲火薬類（火工品）等の製造や販売などを行う会社。2023年閉鎖。

## 慶應年間（徳川幕藩体制と明治維新期）以降の沿革
元々は安政年間の創業で、1867年（慶應3年）に前橋城の再築（令和における大手町から本町一帯）によって再成立した上野国の親藩・前橋藩（1649年に厩橋藩から前橋藩に改名後に前橋城から川越城に移転して武蔵国川越藩に再改名し、そこからさらに前橋城へ再移転して前橋藩への再々改名をした藩）の藩主の城にも御用で出入りして、呉服（絹製品）類などを商っていたところ、前橋藩の藩主と江戸幕府の政事総裁職や、松平容保と新撰組が守る京都へ将軍と共に上洛する役目、及び明治新政府に恭順後から前橋城が前橋県庁（後に群馬県庁に再編）になり各藩ごとの軍事力は解散して日本軍が誕生(軍隊の近代化：大日本帝国陸軍の歴史#建軍期)する1871年（明治4年）までの前橋藩知事、などを代々担ってきた松平家（徳川家康の次男で豊臣秀吉の養子、秀康の子孫で、映画「引っ越し大名!」の題材になった大名家）と前橋藩が使用していた火薬庫に関する払い下げを受けることになり（松平家の馬印の「輪貫」は後に成立する前橋市の市章に残された）、上野国東群馬郡前橋本町から馬場川通り周辺を本拠として、記載番号"第一号"の火薬営業免許鑑札、及び銃砲売買営業免状を、1885年（明治18年）から翌年にかけて群馬県より与えられた。1959年（昭和34年）には法人化し、法人番号は6070001001745となる。
それにより、1947年（昭和22年）のカスリーン台風が1077名の死者と853名の行方不明者を出したことを契機とし、1952年（昭和27年）の計画浮上から完成までの68年間に総事業費約5320億円を要して日本史上最大規模のダム工事となった、群馬県・八ッ場ダム(利根川上流ダム群)の建設や、北海道・東北・関東・信越地方のトンネル（東日本高速道路管内）では最高地点の標高932mにある、八風山トンネルの工事などに関わることになった。
加えて、高崎花火大会を行っている高崎市とはライバル関係にある県都・前橋市での、前橋花火大会の復活のきっかけの一つを作り、実際に打ち上げを担った。
また、関東大震災後の震災手形への公的資金投入を巡って破綻し、昭和金融恐慌の原因の一つを作った鈴木商店は、名前は似ているものの別の企業であったが、富岡製糸場（2014年から世界遺産）の観光も可能な土地に鈴木商会が1973年（昭和48年）に新設した射撃場(約3万坪)については、鈴木商店の流れ（旧：日本セルロイド人造絹糸、大日本セルロイド）を汲むダイセルと関連会社のダイセルパイロテクニクス株式会社（旧：日本装弾株式会社）が鈴木商会から借り受け、オーナーにもなった。

## 八ッ場ダムと日本一の総事業費
様々な事情でダムの本体工事が行われていないことが報道され、「脱ダム」の象徴であるような期間があったが、実際にはその間にも本体周辺の工事が進められていた。最終的に総事業費は約5320億円で、日本のダム史上最高額となった。ちなみに、黒部ダムの総工費は完成当時の物価で約513億円で、黒部第三、第四発電所工事に関連し、ダイナマイトの自然発火事故等でそれぞれ100名以上が殉職したが、八ッ場ダム工事では発破が原因の労働災害による殉職者は確認されていない。（詳細は→八ッ場ダム、黒部ダム、高熱隧道も参照）

## 前橋花火大会の始まり：復興祭・商工祭・前橋まつり・前橋花火大会の歴史
利根川による侵食や浅間山の噴火（天明大噴火）と前後して破却(破城)された前橋城を、幕末という前橋藩の末期の時代に再築が可能だったように、横浜開港以降の前橋の市中は、日本の主力輸出品の座を占めた生糸に関連した製糸業で好況が続き、前橋藩営製糸場(日本最初の機械製糸工場）や前橋生糸改所（臨江閣以前の明治天皇行幸の際の行在所）などが、群馬県の成立と前後して建設され、1892年（明治25年）には群馬県下で最初に市制が施行されることになり、生糸貿易商で、松平家（前橋藩）の前橋城再築に私財を提供した下村善太郎が、初代の前橋市長になった。しかし、大正時代に第一次世界大戦が終結すると大戦景気（大正バブル経済）も不良債権を伴って終焉し、国際的な金本位制への復帰を経て突入した世界恐慌の影響を強く受け(金解禁と再禁止)、前橋が頼ってきた輸出産業である製糸業(生糸の約8割をアメリカに輸出していた)は、衰退（昭和恐慌）へと向かった。1931年（昭和6年）の満洲事変以降は非軍事の産業の整理・統制（"計画経済"）がさらに進行し、代わりに尾島町の養蚕農家の借家で創業した中島飛行機等が前橋市内に進出するなど、元々は製糸関連の機械工場が多かった市街に軍需産業の工場が増えてきたところ、第二次世界大戦の終戦まであと十日という1945年（昭和20年）8月5日の夜に前橋市では、主に焼夷弾を搭載した92機のB29爆撃機によって、それら工場とその関係者を含む市街地と市民への無差別爆撃（前橋空襲）が行われ、11500戸余り（全市の約6割）が全半焼し、およそ6万人が罹災して600名前後が死亡し、外郭の住宅地や土蔵のような一部の建物を残して、前橋市は繁華街・市街部分の約8割が焼け野原となった(焼け残った土蔵にも、内部が高温になっていたために扉を開けた途端に燃え上がるものがあった、と伝わっている)。この前橋空襲の前後に作成された「米国戦略爆撃調査団文書：空襲損害評価報告書」は、「前橋は、郊外にある重要な航空機部品製造の中心地の代表例である。(中略)かつては繊維業の中心地だったが、(中略) 1942年初頭には中島のための航空機部品製造へ転換した。(中略) その重要性は、太田や小泉の主力工場が空襲を受けているため、高まっていた。」と報告し、前橋空襲の結論としては、「excellent」と表記した。
それから3年後、配給制や経済の統制が撤廃され始めた1948年（昭和23年）に前橋では「復興祭」が開かれることになり、そのプログラムの一部として8月15日の終戦記念日に花火大会が行われると、引き続き、統制が撤廃されて全面的に"自由経済"に移行した1949年（昭和24年）の10月14日から19日に、商工会主催で行われた第1回目の「前橋商工祭」でも、プログラムには花火大会が取り入れられた。その翌年からは主催者に前橋市が加わり、「朝鮮戦争」による「特需景気」を挟んだ1959年（昭和34年）に、花火大会を含む「前橋商工祭」の名称が「前橋まつり」へと変更され、「前橋初市まつり」や「前橋七夕まつり」（1964年から1968年の花火大会については夏の「七夕まつり」と一緒に行った）と並んで、名実ともに「前橋三大祭り」となっていった。ちなみに1957年（昭和32年）の「前橋商工祭」についてみれば、「天候に恵まれ、豊作景気に煽られて、連日の人出は十万を超え、自衛隊音楽隊を先頭にパレードに人気が集まり、目貫き通りは人の波で埋まった。夜は打上・仕掛け花火が豪華に秋空を飾った。」という状況だった。そして、東京から約100km圏内で日本海と太平洋の中間に位置する前橋市では、食品関連の産業などが戦前からの機械関連の産業と同様に発展し始めており(高度経済成長)、1969年（昭和44年）の夏より「花火大会」は「三大祭り」からは独立して、民間の上毛新聞社を中心に行われるようになった。ところが「中東戦争」に端を発する「オイルショック」の影響が大きく、被災と復興から歩み始めた「花火大会」は、1973年（昭和48年）を最後に開催されなくなってしまった。
それに対し、店舗が戦災を被り数度にわたって移転をしながら、前橋で打上花火にも携わり続けてきた鈴木商会は、商工会などに対して「花火大会」復活を提案することになった。前述のように「花火大会」だけを単独で主催した経験が少なかった商工会は、高額な費用は負担できない、と難色を示したが、鈴木商会での花火の打ち上げ費用を試算して働きかけたところ、やがて公式に「市民のみなさんからの復活の声が強く生まれてきた」という見解が発表され、実行委員会を前橋市と商工会が作り、観光協会も参加し、鈴木商会は実際に打ち上げを担うことになって、「花火大会」の8年ぶりの復活が決まった。ところが、1981年（昭和56年）8月15日の復活第一回目の「花火大会」では、利根川河川敷に観客が集まらず、復活は失敗かと思われた。実は市民は久しぶりの「花火大会」に半信半疑になっており、花火が実際に上り始めてから集まりだしたので、花火終了時の堤防付近には歩行が困難なほどの人数が集まっており、翌年の「花火大会」継続が決まった。
1985(昭和60)年の8月13日には、地元・上毛新聞の1面に「日航ジャンボ機墜落、炎上」「長野・群馬県境の山中」「世界最大の航空機惨事」という見出しが掲載されると、翌14日は「奇跡！4人が生きていた」が1面の見出しとなり、消防団員らに担架で救出される非番の客室乗務員のカラー写真が掲載された。紙面の10面から11面は翌15日の前橋花火大会の全面広告となっていて、そのプログラムの先頭には「4寸早打10発　開始合図　鈴木・蟻川」と記載された。この年の花火大会の様子は16日の上毛新聞の社会面にて、「市民ら約三十万人(群馬県警調べ)」「坂東太郎の川面に映る花火は北関東一の規模」「五千発が夜空を焦がした」と報道された。
その後もこの大会は「前橋花火大会」の名称で、鈴木商会と、同業他社で同じく花火の打ち上げに携わっていた蟻川鉄砲火薬店とが打ち上げを分担し、「バブル崩壊」などに見舞われながらも、前橋発祥と言われる空中ナイアガラ等の特色がある「花火大会」として、必ずしも終戦記念日にはこだわらずに娯楽色も強めながら、「その歴史と伝統を維持しながら、市民の地域への愛着や誇りを醸成し、その文化的価値を後世へ繋げていくため」、毎年8月に開催されることが定着した。

## 赤城山と松平家(前橋藩)の火薬庫のその後
火薬・火工品の本来の危険性と、西南戦争の弾薬掠奪事件や連合赤軍事件の山岳ベース事件における真岡銃砲店襲撃事件のような危険も踏まえ、火薬庫・火工品庫には様々な制約があって移転を迫られる場合があり、江戸時代の末期には、前橋城内と厩橋の北の橋林寺東隣、の少なくとも二箇所に藩の火薬庫は分散配置されており、戊辰戦争より前に川越城との間で行われた運搬の記録によれば、藩にはおよそ900以上の火器が保管されていて、そのうち約750挺は通常の火縄銃で、残りはより大口径の、大砲や大筒だったとされる。そして1869(明治2)年11月2日夜に、前橋城内で発生した火災が原因で城内の火薬庫が爆発し、大砲の砲弾のようなものが城外にまで飛翔して炸裂したため、少なくとも堅町(現：千代田町)で町人一名が死亡した。また、現在の群馬県にあたる地域では江戸時代にも、田畑を鳥獣から守る目的で農民や猟師に対して銃を販売することが許されている(古い銃の発砲音で田畑を守る方法などがあった)状態だったが、その後、兵部省による調査の1871(明治4)年7月18日付けの文書によれば、旧前橋藩に関係する銃が、火薬・火工品(弾薬等)と共におよそ1150挺残っており、ライフリングが施された外国製で後装式の高性能な小銃と騎兵銃は約100挺で、その他は、ライフリングが施されてはいるものの前装式の銃だったが、そのうちの数百挺は旧前橋藩の関係者達が自宅で保管している状況だったため、同年10月に明治新政府は、旧前橋藩に関係する銃を東京鎮台に全て提出するように求めた。更に橋林寺の東隣が国道17号線の用地になったため、前橋藩(松平家)の火薬庫は姿を消した。
この江戸時代の前橋は一時期、川越藩の支藩というような低い扱いだったが、前橋の人々は前橋城の改修費用を負担する等の提案を行い、川越藩の当主で徳川家と血縁関係にある、松平家を前橋城に移転させて前橋藩を再興することに成功し、前橋を城下町として繁栄させた。明治時代に藩が廃されると、群馬県庁は一時期、高崎に置かれたが、前橋の人々は公務員住宅の建設費用を負担する等の提案を行い、長州出身の県令・楫取素彦と新政府の群馬県庁を、徳川一族の「葵紋」が付いたままの旧前橋城本丸御殿に移転させることに成功し、前橋を県庁所在地として繁栄させたが、これが、土地に余裕がない中での受け入れから六年目に正式に県庁が出ていってしまった、高崎の人々を怒らせたとされる。その後、1918(大正7)年に上越鉄道敷設案が帝国議会に提出されたが、県庁を含む前橋方面を全く通らないルートになっており、これは高崎側の報復であると言われた。前橋の人々は鉄道院への陳情などを行ったが、隣駅・高崎側の協力が無い中、坂東太郎の異名を持つ利根川に、前橋中心部へ立ち寄ることのみを目的に、鉄道橋をもう二本(前橋駅への行きと戻りのため) 架けたり複線化したりすることは断念し、二年余りの運動の結果として、前橋から利根川を挟んだ群馬郡古市村に新設する新前橋駅を経由する形に、上越線の計画は変更され、1931(昭和6)年に全線開通した。当時の新前橋駅は、郷里の詩人である萩原朔太郎の作品に「野に新しき停車場は建てられたり」とあるほど寂しい場所だったが、前橋が利根川の対岸へと拡大していくことになった。
新政府からは1872(明治5)年に「鉄砲取締規則」と「鳥獣猟規則」が出され、主に鳥獣対策に使われていた国産の火縄銃は届け出ることで、また、中古の軍用銃も刻印を押されて登録することで、引き続き使用や散弾銃への改造などができるようになった。(ただし、払い下げの軍用銃は中古でも高価だったために火縄銃を使い続ける者もいて、銃砲店における銃の売買や銃の自作・ライセンス製造が盛んになったのは、明治13年に国産軍用銃・村田銃が登場して以降とされる。)そして、1876(明治9)年には高崎を県庁所在地として第二次群馬県が成立したが1881(明治14)年に太政官布告によって前橋が県庁所在地となり、これによって前述のような群馬県庁の最後の移転が正式に決まり、1884(明治17)年の「火薬取締規則」などは、1899(明治32)年 の「銃砲火薬取締法」へと統合・発展した。この間の1885(明治18)年から、記載番号"第一号"の「火薬営業免許鑑札」と「銃砲売買営業免状」が、群馬県庁から鈴木商会に交付された。この明治時代及び大正時代にかけて、前橋藩(松平家)の火薬庫に連なる鈴木商会の火薬庫は、岩神町や敷島町のような旧前橋城から遠くはない場所にあったが、周辺の市街地化が進み、ちょうど昭和の折り返しにあたる1957(昭和32年)、利根川を越えて赤城山の裾野(用地：約2千坪)に移転した。だが平成になって徳川埋蔵金(江戸城内からも武器弾薬が発見されたため、「幕府を防衛する武器弾薬の購入に使用したので、"埋蔵金"は無い」という説や、「大河ドラマの主人公にもなった＂小栗忠順＂が、＂金＂そのものではなく＂火薬＂を運んだ」という説も存在する)が話題になった後、近くで温泉が発見されたため、平成12年までに前橋市は通称：荻窪公園計画を決定し、この火薬庫はさらに移転した。
その後、火薬庫があった荻窪町の深掘を含むエリアには「道の駅赤城の恵（開駅日：2011年3月27日）」、天然温泉・レストラン「あいのやまの湯」、農産物直売所「味菜」、紫陽花やホタルを見ることができる荻窪公園などが整備されている。